# Cegléd
Cegléd (németül: Zieglet, horvátul: Ceglid) a negyedik legnépesebb település Pest vármegyében, Érd, Dunakeszi és Szigetszentmiklós után, és a legnépesebb a Ceglédi járásban, amelynek a székhelye. Az „Alföld kapuja”. A Duna-Tisza közében, a fővárostól 74 kilométerre fekszik délkeletre. A középkorban fontos kereskedelmi út egyik megállóhelye volt, mely összekötötte Budát Erdéllyel. Területe közel 245 km2, népessége pedig 35 ezer fő. A város a Ceglédi kistérség székhelye, amelybe beletartozik Abony, Dánszentmiklós, Nagykőrös, Albertirsa, Jászkarajenő, Nyársapát, Kocsér, Tápiószőlős, Ceglédbercel, Köröstetétlen, Törtel, Csemő, Mikebuda és Újszilvás. Városrészei: a Belváros, a Budai úti lakó-üdülő övezet, az Öregszőlő városkert, a Keleti városrész, a Cifrakert üdülő, az Északi lakótelep, az Északi kereskedelmi és üdülőövezet (ennek része az ipari park és a Kernácstelep), a Délkeleti iparterület, a Nyugati városkert, és a Külterületi tanyás övezet.
A 70-es években tűnt úgy, hogy a település fejlődésnek indulhat, ám a rendszerváltást követően az ipar szinte megszűnt. A mezőgazdaság úgyszintén inkább visszafejlődni látszott, mint hogy előre haladott volna. Napjainkban a szabadidőközpont és a Gyógyfürdő fejlődése mutat jelentős előrehaladást. Cegléd lakossága ennek jelentőségét nagyban felmérte, és az ebbéli igényeket próbálkozik minél jobban kielégíteni. Nem csak a városközpont, de a város külső területein lévő tanyás övezet is inkább a vendéglátásra, a külföldiek, és a turisták fogadására specializálódott, ami úgy tűnik, meg is éri nekik a fáradozást, ugyanis jelentős igény van a méltán híres „magyar vendégszeretet”-re.

## Fekvése
Budapesttől 74 kilométerre délkeletre található. Földrajzi helyzete Kecskemétéhez és Nagykőröséhez hasonló. A város az Alföldön, a Duna–Tisza közi homokhátságon, két földrajzi kistáj: a Gerje–Perje-sík és a Pilis–Alpári-homokhát találkozásánál fekszik. A feketerészen alakult ki a gabonatermelés, a homokrészen az állattartás, később a szőlő-és gyümölcskultúra. Területére jellemzőek voltak a mocsaras, vizenyős, belvizes részek, valamint a város déli határában folyó Gerje–patak az ártereivel.
A közvetlenül határos települések: észak felől Tápiószőlős, északkelet felől Újszilvás, kelet felől Abony, délkelet felől Törtel, dél felől Nyársapát, délnyugat felől Csemő, nyugat felől Mikebuda, nyugat-északnyugat felől Ceglédbercel, észak-északnyugat felől pedig Tápiószentmárton.

## Nevének eredete
Az egy fűzfafajtát (parti fűz, Salix elaeaglos) jelölő  régi magyar „cegle”, „cigle” szó „d” kicsinyítő képzős alakja.

## Városrészei
- Belváros
- Északi Lakótelep
  - Széchenyi Lakótelep
  - Vásárhelyi Pál Lakótelep
- Északi Ipari-Kereskedelmi övezet
  - Ipari Park
  - Szűcstelep
  - Kernácstelep
- Keleti Kertváros
  - Csengeri szél
  - Alszeg
  - Bede
- Déli Kertváros
  - Újváros
- Nyugati tanyás övezet
  - Ugyer
- Öregszőlő-kertváros
  - Öregszőlők
  - Kenderföld
  - Felszeg
  - Úrinegyed
- Budai úti lakó-üdülő övezet
  - Budai út
  - Ceglédfürdő
- Cifrakertdűlő
- Kecskéscsárda

## Története

### A település őskori története
A termelő életmód megjelenésével megkezdődött a letelepedés is. A mai ceglédi határban több korai (például rézkori) település maradványai is megtalálhatók. Kiemelkedő a késő bronzkori Vatya-kultúra lelőhelye az Öregszőlőkben. A Cegléd területén is élt első, név szerint ismert nép az iráni eredetű nomád szkíták voltak. Temetőjüket Tápiószelén, aranyszarvasukat Tápiószentmártonban találták meg. A rómaiak uralma nem terjedt ki erre a területre, de a római korban éltek itt az iráni eredetű nomád szarmaták (jazigok). A népvándorlás viharait követően, a honfoglalás során valószínűleg a fejedelmi törzs szállta meg a mai Pest vármegye területét. A leletek szerint Cegléd környéke a honfoglalás korában lakott volt.

### A középkor
Cegléd kialakulása az Árpád-korban kezdődött, de kevés az okleveles említés és a történeti forrás, így nem tudunk sokat erről az időszakról. A napjainkban végzett feltárások bizonyítják, hogy a ceglédi határban több Árpád-kori falu létezett (Cegléden kívül Cseke, Félegyháza, Székegyház, Külsőhegyes, Töröttegyház és még legalább 3 a Bécsi-hát, Máté-völgy és a Madarászhalom területén), s a kutatások során több falumaradvány elő is került, templommal és temetővel. E néhány száz fős kis falvak elnéptelenedésének oka valószínűleg a tatárjárás volt.
Cegléd első okleveles említése IV. (Kun) László korából, 1290-ből származik. Ez a királyi oklevél azonban nem bizonyítja egyértelműen, hogy e területre vonatkozik a ”Chegled” helységnév, hiszen még ekkor több ilyen nevű magyarországi helység létezett. Az igazi, alföldi Ceglédre vonatkozó első hiteles oklevelet 1358-ra tehetjük. Valószínűleg a tatárjárás után Magyarországra befogadott pogány kunok is letelepedtek a környéken.
Az eladdig királyi birtok Ceglédet I. (Nagy) Lajos királyunk 1358-ban anyjának, a lengyel Łokietek Erzsébetnek adományozza, aki aztán 1368-ban az óbudai klarissza apácák birtokába juttatta, akik a török korig, majd 1782-ig voltak földesurai a városnak.
A mezővárosi kiváltságoknak fokozatosan került birtokába a város: 1364. május 8-án (a városalapítók napja) I. (Nagy) Lajostól vámmentességet, 1420-ban Luxemburgi Zsigmondtól szabad bíróválasztási jogot kapott a város, 1448-ban pedig Hunyadi János kormányzó Gyümölcsoltó Boldogasszony, Barnabás apostol és Máté evangélista ünnepeire országos vásártartási jogot adományozott a településnek. (MOL DL 14 166.)
Emellett 1521-ből ismerjük András-napi országos vásárát is. (MOL DL 23 567.) A mezővárosnak 12 tagú saját tanácsa volt. A kiváltságok és a kedvező fekvés Ceglédre vonzották a környező falvak lakosságát.
A város lakosságának nagyságára az 1470-es és az 1510-es évekből van adat. Az előbbi években kb. 750, míg az utóbbi években kb. 1100 ember lakta Ceglédet. Az első városi tanács által kiadott oklevelet 1521-ből ismerjük. (MOL DL 23 567.) A középkor folyamán a településről 13 egyetemre járó személy volt ismert.
A 14. században a Berceltől Tószegig húzódó teljes terület Ceglédhez tartozott, majd Luxemburgi Zsigmond király saját híveinek adományozta Abonyt, Tetétlent, Hunyadi Mátyás pedig Törtelt.
Ugyancsak Zsigmond adományozta el azt a 4 pusztát, amelynek birtoklása több évszázados háborúskodást és pereskedést eredményezett Cegléd és Nyársapát között. A vitának az vetett véget, hogy az 1666-ban elpusztított Nyársapát lakói betelepültek Ceglédre.
1509-ben a város fellázadt az apácák tiszttartója ellen, annak különböző, az adók beszedésekor elkövetett önkényeskedései miatt, és egy parázs vita után a városiak megölték Sebestyén deákot. Az apácák Mészáros Lőrinc papot küldték a városba az emberek megnyugtatására. Az új tiszttartó segítségével aztán két évvel később sikerült a deák családjával egyezséget kötnie az apácáknak és a lakosoknak. Ennek értelmében a város 200 forintnyi kárpótlást fizetett a tiszttartó rokonainak.

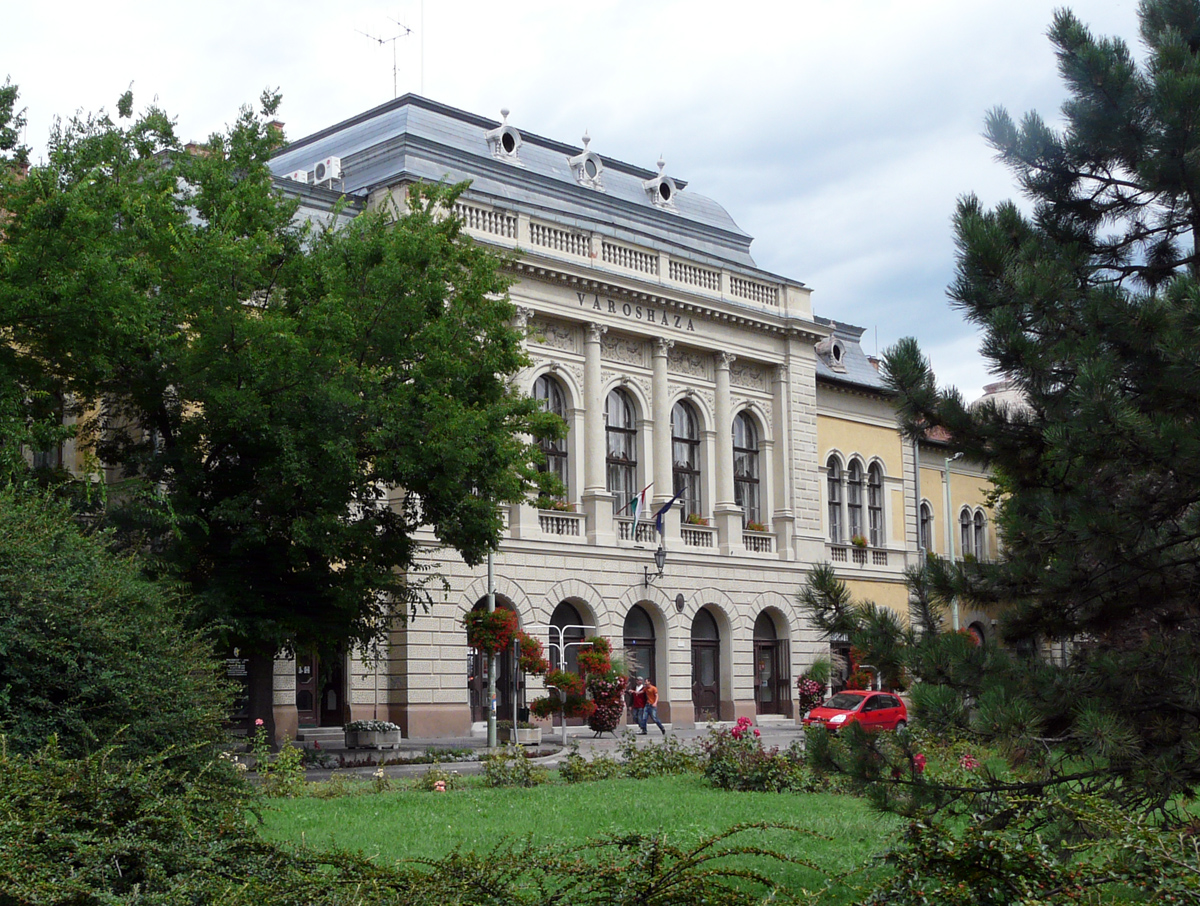
A városháza épülete

1514-ben a keresztes sereg toborzásában, és a parasztháború ideológiájának megfogalmazásában nagy szerepet játszottak a ferences szerzetesek és a vidéki papok. Ezek közé tartozott Dózsa állítólagos barátja, a már említett Mészáros Lőrinc pap is (akinek nevét régebben a Katolikus Iskola viselte). A török ellen induló 40 ezres keresztes sereg Cegléden is átvonult, gyakorlatozott, és Dózsa innen küldte ki a jobbágyokat csatlakozásra felhívó kiáltványát. Körülbelül 2000 ceglédi is csatlakozott a sereghez, hiszen itt is létezett egy jómódú, felemelkedni vágyó marhatartó vagy szőlőbirtokos paraszti réteg. Dózsa híres ceglédi beszéde viszont sohasem hangzott el. Ettől függetlenül nem jogosulatlanul áll a Kossuth téri katolikus templom mögött a Somogyi József által készített Dózsa-szobor.

### A török uralom alatt
A tatárdúlás után újabb veszély fenyegette Magyarországot: a török. Ceglédet már a mohácsi csata után felgyújtották, és Buda 1541-es, majd Szolnok 1552-es elfoglalása után 150 évre török uralom alá kerül. A török korban a város szultáni kincstári (hász) birtok lett, így viszonylagos békességet élvezett. A környékbeli lakosság a pusztítások elől a városba menekült, a puszta határ pedig a rideg marhatartásnak biztosított lehetőségeket. Az 1550-es években tagja volt a 3 város – Kecskemét, Nagykőrös, Cegléd – szövetségének, nagy fokú bíráskodási önállósággal rendelkezett. A reformáció hatására a város lakossága kálvinista lett (prédikált itt Szegedi Kis István is), ilyen középiskola is működött a városban, és a reformátusok vették birtokba a katolikus templomot is.
Miközben az egész ország számára a török kor nagy pusztulást hozott, addig Cegléd jelentősen gyarapodott a békés időszakokban. Ennek a tizenöt éves háború (1593–1606) vetett véget. Nógrád várának 1594-es visszafoglalásával, Pest megye területén is nagyobb hadjáratok kezdődtek, melyek Ceglédet is érintették. Ekkor a Ceglédet ért nagy veszteségek hatására, a nép teljes szétfutására került sor 1596–1602 között. A lakosság nagy része Kőrösre menekült. Az újranépesülés után a 17. században is nagy fokú önállósággal rendelkező, virágzó város volt. A ceglédi török világnak Buda felszabadulása után vége szakadt, de a török kiűzését eredményező háborúk miatt a lakosság 1683-ban ismét Kőrösre és Kecskemétre menekült.
Cegléd támogatta a Rákóczi-szabadságharcot, maga a fejedelem kétszer is járt a városban. A szabadságharc során ugyan a lakosság háromszor is menekülésre kényszerült, de 1711 után ismét emelkedett a város lakossága, majd a 18. század közepétől folyamatos a növekedés eredményeként, 1848-ra már több mint 16 000 lakója van.

### A barokk korszak
A török kiűzése után a klarisszák visszakapták a várost, amit a nagyobb önállósághoz szokott lakosság igencsak sérelmezett. Az ellenreformáció jegyében katolikusokat telepítettek be a városba, akik a tanács felét alkották, és a 2 főbírójelölt egyike is katolikus volt. Elvették a reformátusok templomát, megszüntették középiskolájukat. Hiába volt az egész országban Cegléden a legnagyobb a jobbágytelek, Mária Terézia 1767-es úrbéri rendelete után mégis csökkent a jobbágyok kezén lévő földek nagysága. A tőlük elvett „feleslegföldeken” hozta létre az uradalom 1785-ben Ceglédbercelt. A klarissza rend II. József általi felszámolása után a földesúri jogokat a Ceglédi Vallásalapítványi Uradalom gyakorolta. A király türelmi rendelete megszüntette a reformátusok hátrányos megkülönböztetését is.
A 18. században kezdődött a lakosság egy részének tanyákra való kiköltözése, aminek eredményeként a város még jelenleg is egy nagy kiterjedésű tanyavilág központja. Még mindig jelentős szerepet játszott a rideg marhatartás, de egyre jelentősebbé vált a szőlőtermelés is. A mezőgazdaság fejlődéséhez jelentős mértékben hozzájárult a Széchenyi István barátja: Török János (a Mezőgazdasági Szakközépiskola névadója) által 1847-ben alapított szőkehalmi gazdaképző iskola.

### Reformkor, forradalom, szabadságharc
Cegléd városának az első gyógyszertárát, Öffner János nyitotta meg, miután 1817 április 8.-án, Forgó György, a vármegye főorvosa közvetítésével a Helytartótanács megengedte. 1822-ben Öffner elhunyt, és majd hosszú pereskedés után az örökösök között, a ceglédi patikát Schütz András vásárolta meg. A ceglédi, akkor még „Magyar királyhoz" nevet viselő gyógyszertár 1841-ig Schütz András tulajdonában volt. Az 1840-es években örkényi Ferenczy József volt a harmadik tulajdonosa, és 1859-ben már persai Persay Sándor (1818-1885) volt a negyedik, amikor a patika a „Szentlélekhez" nevet viselte.
Az 1834-es nagy tűzvész után kezdődött a mai város tervszerű kiépülése. A gótikus katolikus templom helyén ekkor épült a mai templom és megkezdték a református templom építését is Hild József tervei alapján. Az 1847-ben megnyitott Budapest–Záhony-vasútvonal, majd az 1854-ben Szeged felé elágazó Cegléd–Szeged-vasútvonal pedig jól mutatja a város közlekedés-földrajzi szerepének erősödését is.

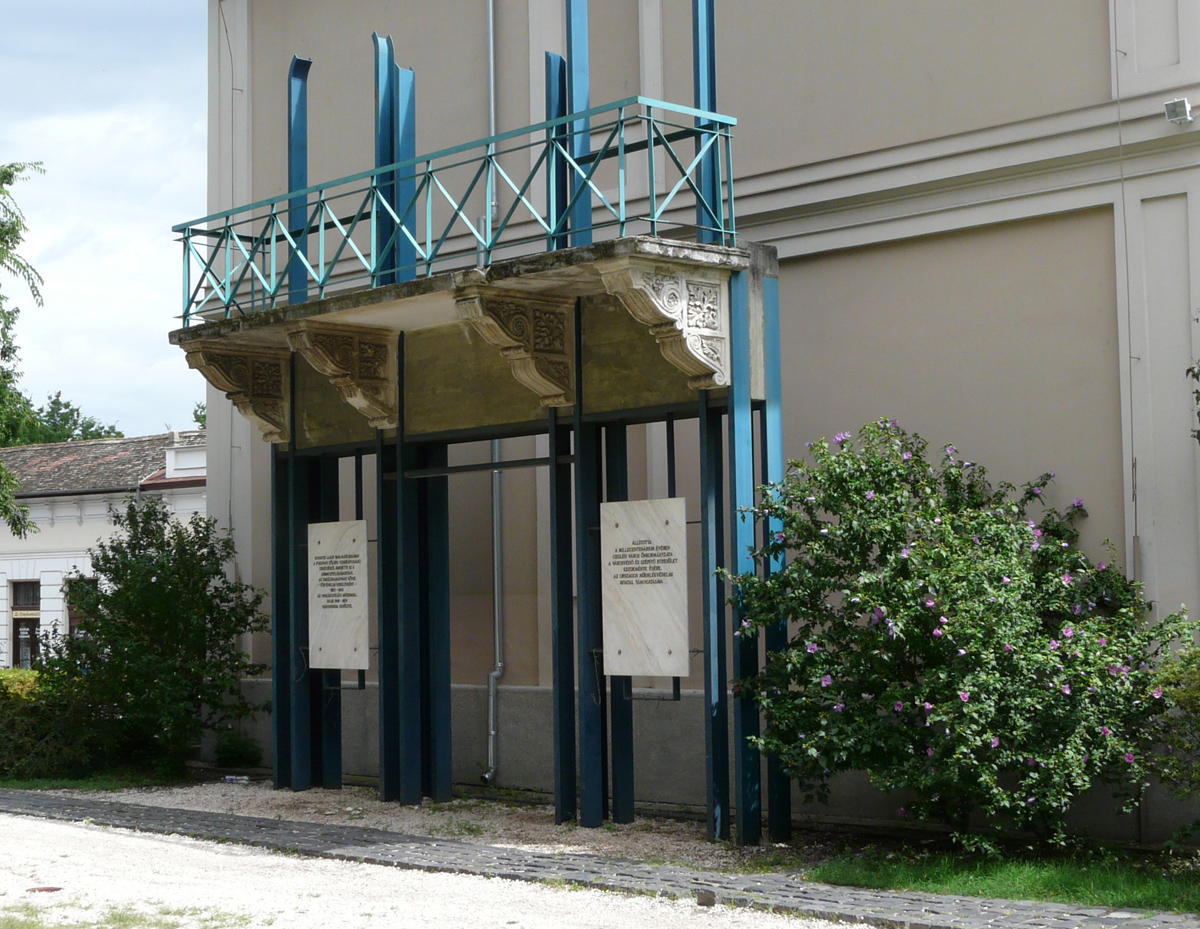
A Pozsonyból áthozott erkély

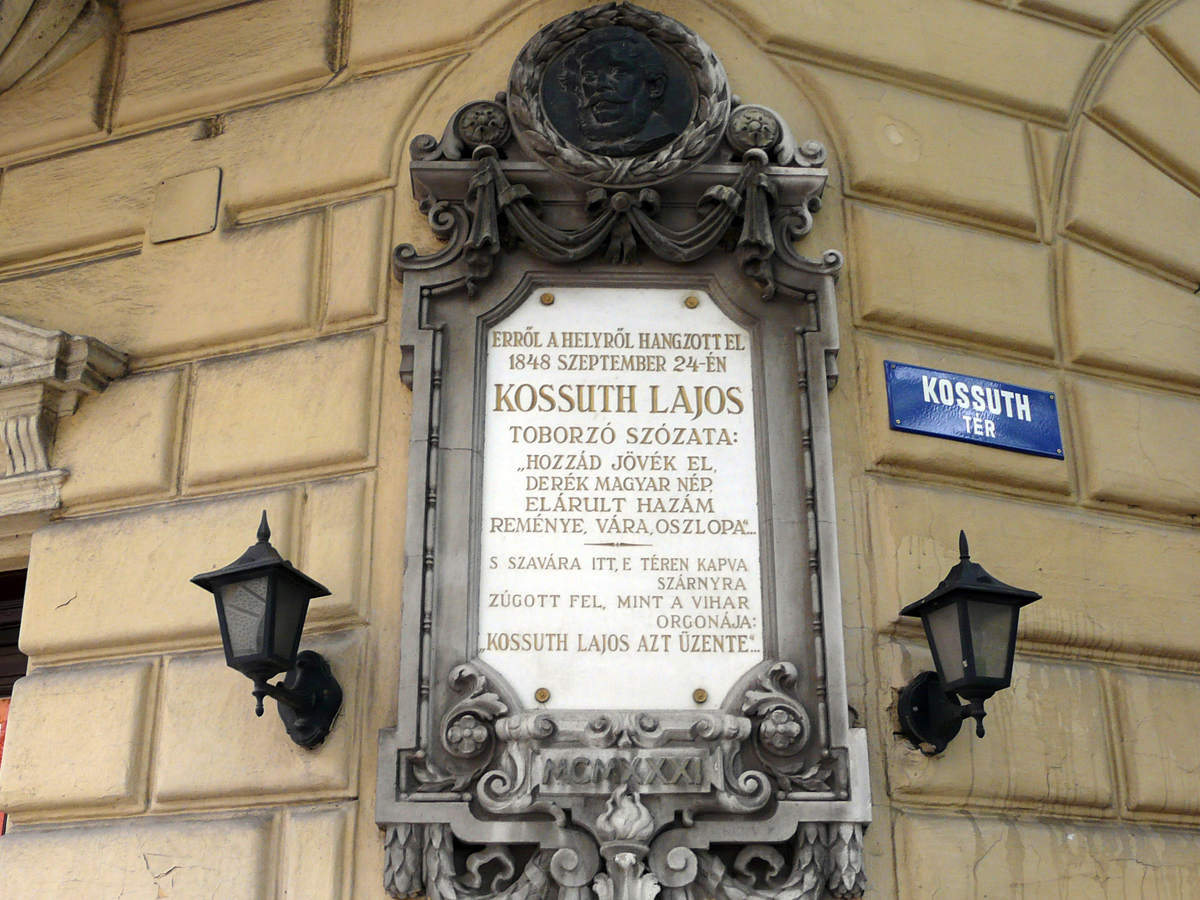
Kossuth-emléktábla

A református iskola falánál állították fel 1996-ban a pozsonyi egykori Zöldfa fogadó erkélyét, amelyen állva mutatta be Kossuth az ünneplő pozsonyiaknak 1848. március 17-én Batthyány Lajost mint az ország felelős miniszterelnökét. Erről az erkélyről hirdették ki azt is, hogy az országgyűlés elfogadta a jobbágyfelszabadítást. Ez igencsak kedvező lehetett a ceglédieknek, hiszen ezzel a jobbágytelkek mind használóik tulajdonába kerültek.
A forradalom szele elérte e kis mezővárost is, és megalakult a nemzetőrség, melynek tagjai a szerb támadás hírére Bácskába vonultak, és részt vettek Szenttamás ostromában. Jelačić szeptemberi támadásának hatására Kossuth Lajos 1848. szeptember 10-én hadba hívó cikket jelentetett meg. Ugyanezen a napon a ceglédi főbíró, Csizmadia Mihály összehívta Cegléd, Nagykőrös és Kecskemét tanácsát, és egy határozatban arra szólították fel a kormányt és az országgyűlést, hogy kezdje meg az ország felfegyverzését ("ceglédi levél"). Kossuth erre a határozatra is hivatkozhatott, mikor az országgyűlésben bejelentette, hogy toborzókörútra indul. 1848. szeptember 24-én délután vonattal érkezett első állomására, Ceglédre.
Megjelenése és gyújtó hangú szónoklata – a ceglédi katolikus templom előtt – élénkítően hatott a népfelkelőkre és a nemzetőrökre egyaránt; 2-3 ezren csatlakoztak a szabadságharchoz. Állítólag a Pestre vonuló ceglédi önkéntesek énekelték először a Kossuth-nótát. A beszéd helyszínén ma emléktábla áll, és ennek az eseménynek állít emléket Horvay János 1902-ben felállított Szabadság téri Kossuth-szobra is. Ennek mintájára állították fel az 1920-as években a New York-i szobrot is.
1848 őszétől a város újra a „hadak útjára” került. Egyetlen csata zajlott itt 1849. január 25-én, a bedei (vagy Pál napi) csata, mikor a Szolnok felől előrenyomuló Perczel Mór tábornok megfutamította Ottinger Ferenc osztrák csapatait, és Irsáig üldözte őket. A csata helyén ma emlékmű áll, Perczel Mór szobra pedig a Malom téren található. Az 1849-es évben hol osztrák, hol magyar csapatok állomásoztak Cegléden.
A harctéren bekövetkező változások miatt, 1849 júliusában egy hétig Cegléd volt a magyar kormány székhelye. A Pesti út 6. szám alatt, Ferenchich József uradalmi tiszttartó házában volt elszállásolva Kossuth Lajos és családja. A július 8-i haditanácson Kossuth mellett részt vett Horváth Mihály miniszter, valamint Perczel Mór, Józef Wysocki, Aulich Lajos, Dessewffy Arisztid hadtestparancsnokok. De tartózkodott itt Degré Alajos, Bem József (akiről az Ipari Szakképző Iskolát nevezték el) és Henryk Dembiński is. Amikor Cegléd császári kézre került, itt szállt meg Jelačić, Schlik és Ottinger is.
A megtorlás is elérte a várost: Bobory Károly katolikus papot és Nánási Szabó Károly református lelkészt 1853-ban 15 évi fogságra ítélték. A szabadságharc hősei közül Cegléden temették el a váci csata hősét, Földváry Károlyt, valamint a Bemmel Erdélyben harcoló Csutak Kálmánt.

### A szabadságharc után
Cegléd a szabadságharc leverése után is ragaszkodott a függetlenségi hagyományokhoz, a kiegyezés után általában függetlenségi párti képviselőket választott. 1876-77-ben Cegléden élt Táncsics Mihály, saját könyveit árusította, kevés sikerrel (ma általános iskola viseli a nevét). 1877-ben 100 ceglédi találkozott Turinban (Torino) az emigráns Kossuthtal, hogy hazahívja a város országgyűlési képviselőjének. Kossuth nem jött haza, de a „turini százak”, majd leszármazottaik minden évben megünnepelték az utazás évfordulóját. Ma is működik Cegléden az ország egyik legrégibb egyesülete, a Turini Százas Küldöttség Múzeumbaráti Kör, amely jelentős szerepet játszik a Kossuth-kultusz ápolásában és a Kossuth Múzeum támogatásában. Ha már Kossuth nem is lehetett a város képviselője, a fia azért igen: Kossuth Ferenc a századfordulón nemcsak Ceglédet képviselte, hanem ő volt a Függetlenségi és Negyvennyolcas Párt vezetője is. Ennek a pártnak a színeiben volt a város országgyűlési képviselője az első világháború idején Károlyi Mihály is (róla kapta nevét az egykori Károly Mihály Kereskedelmi Szakközépiskola, az iskola új neve: Unghváry László Kereskedelmi és Vendéglátóipari Szakközépiskola és Szakiskola).
1881. november 26-án Jakab Lajos igazgatása alatt, a Népkör telkén megnyílt a színház a Bánk bánt előadván. A ceglédi születésű  nemesi származású persay Persay családbeli persai dr. Persay Ferenc (1854-1937), jogász, a későbbi Bars vármegye alispánja, és Bába Molnár Sámuel polgármester szereztek érdemeket a színház felépítése körül, amennyiben a 10 forintos részjegyzéseket ők gyűjtötték. Persay Ferenc apja, persai Persay Sándor (1818-1885), ceglédi gyógyszerész, a városnak az egyik legelső gyógyszerészei közé tartozott; 1848-ban szerezte a gyógyszerészi oklevelét és a "Szentlélek" nevezetű patikának, Cegléd első gyógyszertárának a negyedik tulajdonosa volt. A település harmadik gyógyszertárát persai Persay Sándor gyógyszerész másik fia, Persay Elek (1856-1908), gyógyszerész, Cegléd város tanácsosa, a római katolikus egyháztanács tagja, a Ceglédi Népbank igazgatósági tagja, 1896-ban alapította meg  a "Megváltó" név alatt". 

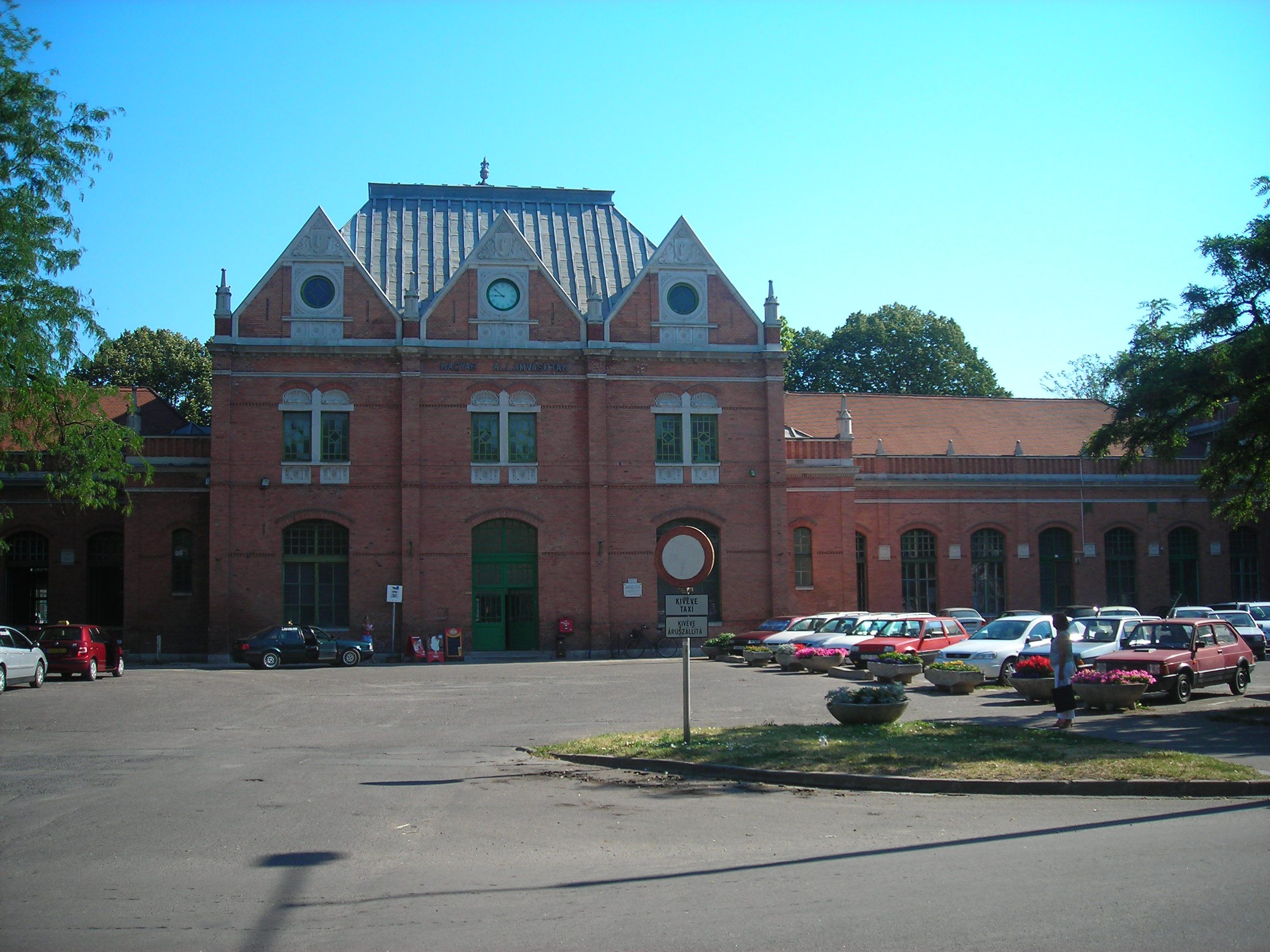
Cegléd vasútállomás

A mezőgazdasági modernizáció Cegléden és környékén is megjelent. A 19. század végére: beindul a gépesítés (cséplőgép, gőzeke), elterjed a gyümölcskultúra, az állattenyésztés. A századfordulón megfigyelhető volt az üzemek növekedésének tendenciája, de a kisipar jellege változatlan maradt.
A 19. század második felében legerősebben a malomipar fejlődött (vízi-, száraz-, szél-, gőzmalmok). Ezek már tőkés jellegű ipari vállalkozások voltak. A közlekedési helyzetből adódó előnyöket is egyre jobban kihasználta a város. A 19. század közepén még csak a település nagysága, valamint néhány jelentősebb középület és lakóház fejezte ki a mezővárosi rangot. A századfordulóra azonban már előrehaladt a városiasodás, 1899-ben az állami gimnáziumot kapott a város (református Ceglédi Kossuth Lajos Gimnázium), amelynek a létrehozása Dobos János (1844-1913) levéltáros nevéhez fűződik (apja, nemes Dobos János (1804–1887) református lelkész, mély nyomot a város emlékezetében a szorgalmas tevékenysége miatt). Dobos János ceglédi levéltáros felesége, Persay Sándor gyógyszerész lánya, persai Persay Anna (1859-1915) asszony volt. Ekkor a legjelentősebb középületek épültek: a virágkor nagyban kötődik az akkori polgármester, Gubody Ferenc személyéhez.
Cegléd volt akkoriban az agrárszocialista mozgalom egyik központja is. A szociáldemokrata indíttatású Várkonyi István (általános iskola viseli nevét) 1897-ben a mai Sportcsarnok helyén egykor állt Vigadóba hívta össze az első földmunkáskongresszust, ahol megfogalmazták a földosztás programját és létrehozták a Magyarországi Független Szocialista Pártot. A mozgalmat aztán egy év múlva szétverték. Ennek ellenére Urbán Pál kezdeményezésére 1902-ben Cegléd-Homokpusztán jött létre az ország első (akkor még önkéntes) termelőszövetkezete.

### A 20. század
Dr. Gombos Lajos (1881–1949) ceglédi polgármester az 1907-1918 közötti időszakban (a nehéz körülmények ellenére) sokat tett a városért. Fejlesztette a gáz- és vízhálózatot, bazaltköves burkolatot kapott több főút, a várost 10 kerületre osztották, bevezették a házak számozását, felállította a városi Tűzoltóságot. A háborús években is fáradhatatlanul munkálkodott a városért és a lakosság jobb ellátásáért. 1918 októberében az ország központi hatalma összeomlott, az országos irányítást Károlyi Mihály ragadta magához, a frontokról óriási tömegben özönlött haza a katonaság. Kitört az őszirózsás forradalom. Cegléden a népharag a közigazgatás vezetői ellen fordult az ellátási, élelmezési hiányok miatt.
Az első világháborúban közel 1000 ceglédi lakos esett el, és a Tanácsköztársaság 1919-es napjai sem múltak el áldozatok nélkül. A két világháború közötti korszakban többek között kiemelkedő szerepet töltött be a helyi református nemesi származású dr. Dobos Sándor (1881–1969), ügyvéd, aki Pest vármegyei tiszteletbeli főügyésze, Cegléd városa tiszti ügyésze, 1918-ban Cegléd városa helyettes polgármestere, a ceglédi református egyház főgondnoka, a ceglédi gazdasági egyesület elnöke, a Turini Százas Küldöttség elnöke, a Ceglédi Kisgazda főszerkesztője, valamint a ceglédi takarékpénztár igazgatósági tagja is volt. Rövidebb ideig többször helyettesítette a ceglédi polgármestert: 1918-tól 1919. január 9-éig a Nemzeti Tanács elnökeként, 1919 augusztusától pedig Sárkány Gyula 1921. november 21-ei megválasztásáig irányította ő a helyi ügyeket.
A ceglédi népkönyvtár gondolata ha bár korábban felmerült, csak 1920-ban született meg a rendelet egy Városi Könyvtár létrehozására. A könyvtár megszervezését dr. Hübner Emil (1879–1956) ügyvéd vállalta magára minden anyagi ellenszolgáltatás nélkül. Segítője Szalisznyó Lajos volt. A Városi Könyvtár 1924. november 1-jén nyílt meg ünnepélyesen. Hübner Emil egyben a „Czegléd” című lapnak a belső munkatársa, 1904-ben pedig felelős szerkesztője lett és a hírlap irodalmon kívül történelmi tanulmányokkal foglalkozott; e szakba vágó értekezései, cikkei és bírálatai a Ceglédben, az Archaeologiai Értesítőben, a Magyar Gazdaságtörténelmi Szemlében, a Katholikus Szemlében jelentek meg.
A második világháborús veszteségeket növelte a zsidók deportálása (kb. 600 áldozat) és a vasútállomás 1944. augusztus 29-i bombázása is. A szovjet hadsereg 1944. november 4-én foglalta el a várost, amelynek határában óriási hadifogolytábort működtetett. A következő években itt is kiépült a kommunista diktatúra. 1952-ben, jelentős részben ceglédi tanyákból önállósodott Csemő község. 1956. október 26-án gimnáziumi diákok kezdeményezte tüntetés volt a városban, és a forradalmárok kezébe került a hatalom. November 4-én aztán már a Cegléden állomásozó szovjet csapatok is kivették részüket a forradalom leveréséből. A hetvenes években a város fejlődésnek indult, de a rendszerváltás után gyakorlatilag megszűnt ipara, visszafejlődött mezőgazdasága, bár az idegenforgalom jelentősége (Ceglédi Gyógyfürdő és Szabadidőközpont) folyamatosan nő.
Egykoron a Magyar Honvédség egyik jelentős központja volt Cegléd. 1874-ben kezdődött meg a katonai élet a városban, jelenleg is áll az első laktanya épülete a városban. 1905-ben kezdtek el építeni egy újabb laktanyát, ez negyven évig volt a magyar katonáké, később pedig, a világháború után szovjeteké. A magyar katonákat végül, a városon kívül az 1951-ben épült Törteli úti "Dózsa György Laktanya" fogadta be. Ide költözött be az első alakulat, ami a 30. Áttörő Tüzérhadosztály volt. A tüzérség tizenöt éven keresztül egyeduralkodó volt Cegléden, Végül 1966-ban költözött ide más fegyvernem is. A tüzérhadosztály a laktanya bezárásának idején, MH 10. Dózsa György Tüzérdandár néven fejezte be a pályafutását.
A másik fontos katonai egysége a laktanyának a MH 66. Puskás Tivadar Híradó Zászlóalj volt. A zászlóalj 1966. október 29-én alakult Cegléden, 66. Önálló híradózászlóalj néven. A zászlóaljnak a feladata volt, a Cegléd helyőrségben lévő 3. Gépesített Hadtest híradásának biztosítása béke és természetesen ha kellett akkor háborús viszonyok között is. A hadtestnek fontos volt az alárendelt csapatok közötti gyors kommunikáció.
1990-ben az akkori honvédelmi miniszter rendeletében a híradózászlóalj felvette a Puskás Tivadar nevet. 1991-ben az alakulat és a szintén Ceglédre díszlokált MH 3. Rendészeti Komendáns Zászlóaljjal összeolvadt, és így a két szervezetből alakult meg a MH 66. Puskás Tivadar Vezetésbiztosító Zászlóalj. 2000 végétől a szervezet átalakítási intézkedéseknek folytán, megkezdődött a zászlóalj felszámolása, ezzel együtt a ceglédi laktanya is fokozottan kezdett "eltűnni". A történelem végül 2001. június 30-án érte utol, ekkor végleg bezárták a laktanyát. Élt 50 évet és ezzel Cegléd megszűnt katonavárosnak lenni.
1955. május 17-én Dr. Taraba József – a megbízás idején betegeskedő plébános (szolgálati ideje 1944. május – 1963. október 1.) megbízta Chiovini Ferenc festőművészt, hogy szekkókkal díszítse a Szent Kereszt Katolikus templomot, ami a művész 1955-re el is végez.
A városközpontban 1962-ben megnyílt autóbusz-állomás 1987-ben költözött át a vasútállomás elé, az egykori vásártér területének északi részére.
2020-ban kezdődött a Gál József Sportcsarnok felújítása
A felújítás 2024-ben befejeződött 
A Ceglédi Kossuth Lajos Gimnázium épületét is felújították, ami így az országban az egyik legjobb lett építészetileg.[forrás?]

### Népessége
A következő ábra bemutatja, miként változott Cegléd lakosainak száma 1784-től:
A 2011-es népszámlálás során a lakosok 83,1%-a magyarnak, 1,6% cigánynak, 0,5% németnek, 0,3% románnak mondta magát (16,8% nem nyilatkozott; a kettős identitások miatt a végösszeg nagyobb lehet 100%-nál). A vallási megoszlás a következő volt: római katolikus 26,9%, református 17%, evangélikus 1,2%, görögkatolikus 0,3%, felekezeten kívüli 19,5% (33,7% nem nyilatkozott).
2022-ben a lakosság 86,7%-a vallotta magát magyarnak, 0,8% cigánynak, 0,5% németnek, 0,2% ukránnak, 0,2% románnak, 0,1-0,1% szerbnek és lengyelnek, 2,8% egyéb, nem hazai nemzetiségűnek (13% nem nyilatkozott; a kettős identitások miatt a végösszeg nagyobb lehet 100%-nál). Vallásuk szerint 20,4% volt római katolikus, 15,8% református, 1,4% evangélikus, 0,5% görög katolikus, 0,1% ortodox, 0,9% egyéb keresztény, 1,1% egyéb katolikus, 16,3% felekezeten kívüli (43,3% nem válaszolt).

## Politika

### Polgármesterei
- 1990–1994: Mácz István[16] (MDF)
- 1994–1995: Kárteszi István (MIÉP-MDF-FKgP-KDNP-EKGP)[17][18][19]
- 1996–1998: Sós János (független)[20]
- 1998–2002: Sós János (független)[21]
- 2002–2006: Sós János (független)[22]
- 2006–2010: Földi László (Fidesz-KDNP)[23]
- 2010–2014: Földi László (Fidesz-KDNP)[24]
- 2014–2019: Takáts László (Fidesz-KDNP)[25]
- 2019–2024: Dr. Csáky András (független)[26]
- 2024– : Dr. Csáky András (Ceglédi Lokálpatrióta Klub Egyesület)[1]

### A 2024-es önkormányzati választás eredménye
- A polgármester-választás eredménye[27]

| Jelölt neve          | Jelölő szervezet(ek) | Jelölő szervezet(ek) | Szavazatok száma | Szavazatok aránya |
| -------------------- | -------------------- | -------------------- | ---------------- | ----------------- |
| Dr. Csáky András     |                      | CLK Egyesület        | 6789             | 44,57%            |
| Dr. Lakos Roland     |                      | Független            | 6349             | 41,68%            |
| Bartha Barna         |                      | Mi Hazánk            | 1090             | 7,16%             |
| Földi Áron           |                      | LMP – Zöldek         | 769              | 5,05%             |
| Knyul Hajnalka Ágnes |                      | Független            | 236              | 1,55%             |
| Összesen             |                      |                      | 15 233           | 100%              |

- A képviselőtestület-választás eredménye[28]

| Párt | Párt          | Mandátumok | Képviselő-testület | Képviselő-testület | Képviselő-testület | Képviselő-testület | Képviselő-testület | Képviselő-testület | Képviselő-testület | Képviselő-testület | Képviselő-testület | Képviselő-testület | Képviselő-testület |
| ---- | ------------- | ---------- | ------------------ | ------------------ | ------------------ | ------------------ | ------------------ | ------------------ | ------------------ | ------------------ | ------------------ | ------------------ | ------------------ |
|      | Fidesz – KDNP | 9          |                    |                    |                    |                    |                    |                    |                    |                    |                    |                    |                    |
|      | CLK Egyesület | 4          | P                  |                    |                    |                    |                    |                    |                    |                    |                    |                    |                    |
|      | Mi Hazánk     | 1          |                    |                    |                    |                    |                    |                    |                    |                    |                    |                    |                    |
|      | CFE           | 1          |                    |                    |                    |                    |                    |                    |                    |                    |                    |                    |                    |

## Nevezetességei

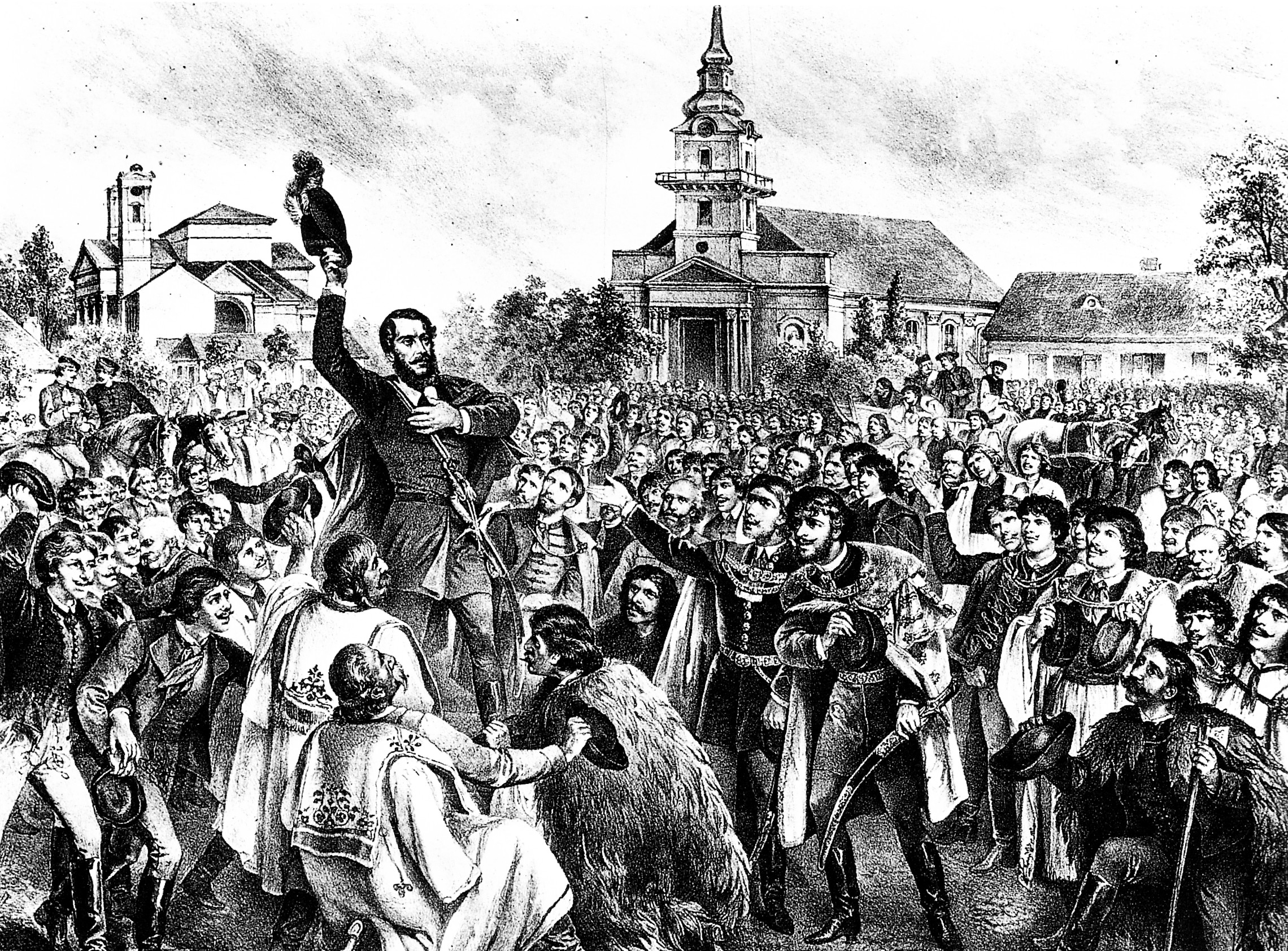
„Hozzád jövék el, derék magyar nép. Elárult hazám reménye, vára, oszlopa”
Franz Kollarz: Kossuth Lajos Cegléden

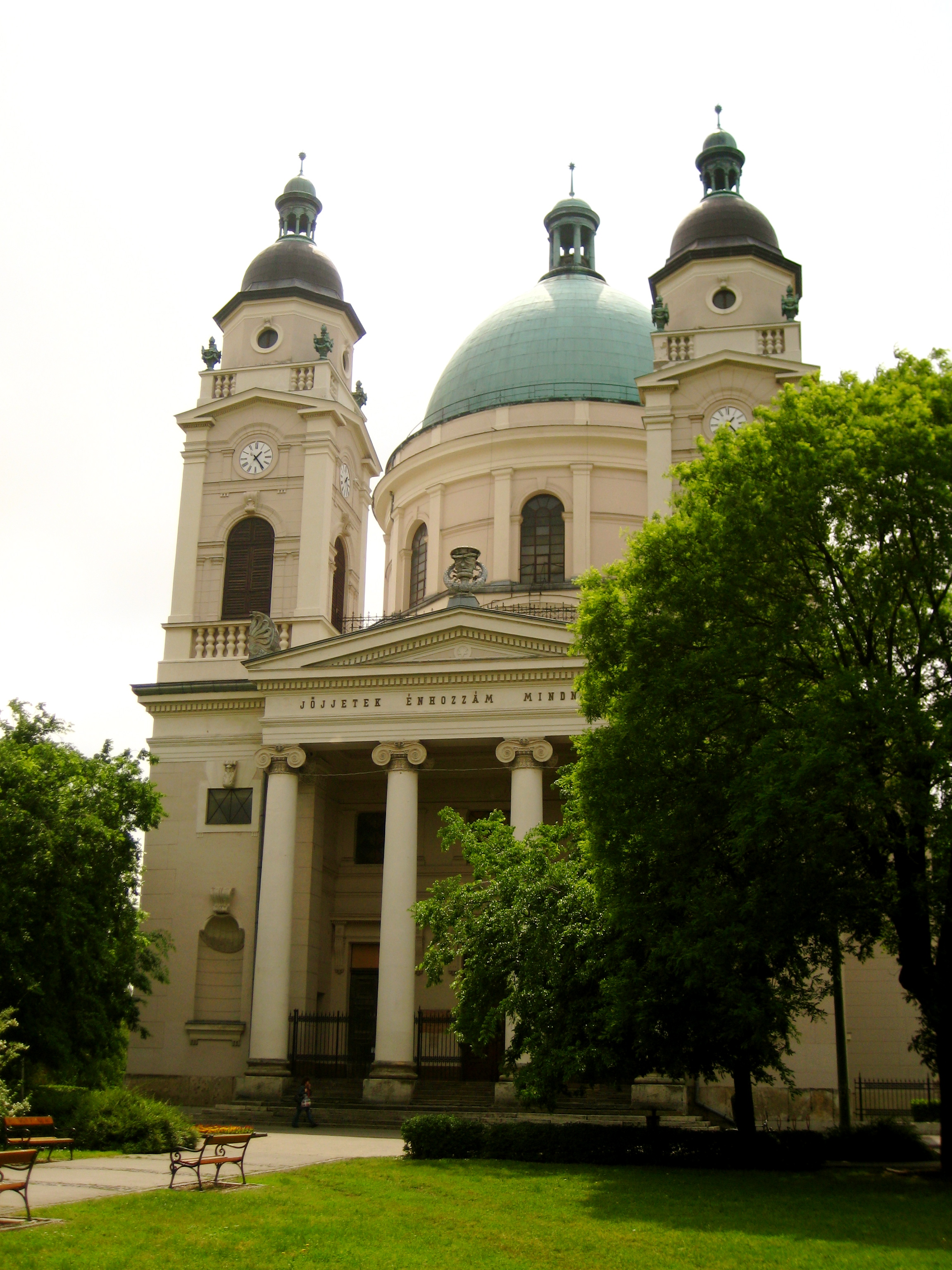
Református Nagytemplom

### Helyi jelentőségű épületek
- Református Nagytemplom
- Újvárosi Református Templom
- Felszegi Református Templom
- Szent Kereszt Felmagasztalása Templom (klasszicista)
- Katolikus Óplébánia (18. század)
- Evangélikus Templom(neogótikus)
- Magyarok Nagyasszonya Kápolna
- Szent Klára Kápolna
- Szent Margit Kápolna
- Városháza (eklektikus)
- Városi Bíróság
- Városi Piaccsarnok
- Veér-ház
- Patkós Irma-ház
- IPOSZ Székház
- Szabadság tér 8.
- Kishartyányi kúria
- Kossuth Ferenc u. 1.
- Szabadság tér 2.
- Kossuth tér 10.
- Tiszti klub
- Vasútállomás
- Kultúrpalota (Kossuth Művelődési Központ)
- Városi Könyvtár
- Ceglédi Galéria
- Artem Galéria (volt sörgyár)
- Duó Galéria

- A református Nagytemplom, épült Hild József tervei szerint (1834)
- Az Evangélikus templom, épült Sztehlo Ottó tervei szerint (1896)
- Katolikus templom (1822)
- Kossuth Lajos szobra

### Emlékművek, köztéri szobrok
- Turini emlékmű
- I. és II. világháborús emlékmű
- Európai uniós emlékmű
- Bedei emlékmű
- Szentháromság szobor
- Városalapítók szobra
- Dózsa szobor
- Dózsa mellszobor
- Kossuth szobor
- Kossuth mellszobor
- Kossuth erkély
- Harangláb
- Gubody park
- Gubody mellszobor
- Turul-szobor[29]

### Múzeumok
- Kossuth Múzeum
- Jazzdobtörténeti Múzeum
- Városi Sportgyűjtemény
- Egyház-és Iskolatörténeti Múzeum
- Öntöttvaskályha Múzeum
- Régi Idők Tárháza

## Közlekedés

### Vasúti közlekedés

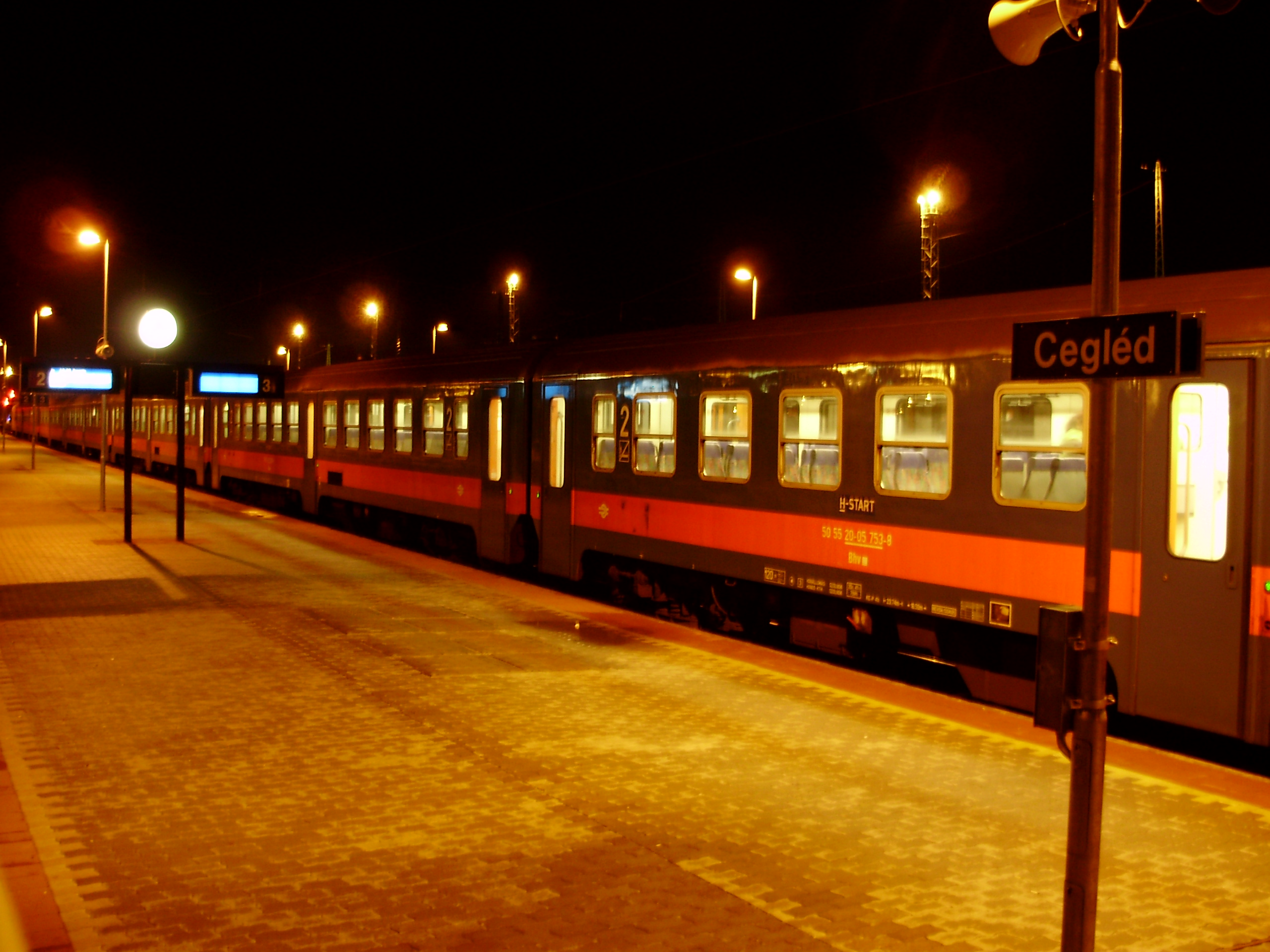
Elővárosi vonat Cegléden

Cegléd vasútállomás fontos vasúti csomópont, ugyanis áthalad rajta a Budapest–Záhony-vasútvonal (100 jelzésű), illetve itt ágazik ki a Cegléd–Szeged-vasútvonal (140 jelzésű). A városban emiatt mindegyik gyorsvonat és InterCity megáll, az ütemes menetrendnek köszönhetően kiváló vasúti összeköttetéssel rendelkezik Budapest, Szolnok és Szeged irányába is. A vasútállomás a Kölcsey tér 3. szám alatt található. A város közigazgatási határán belül található még két vasúti megálló: Budai út (100a vonal) és Ceglédi szállások megállóhely (140-es vonal). Bár maga a megállóhely létezik, sajnos vonat már nem áll meg. Így sem le, sem felszállni nem lehet a Ceglédi szállások megállóhelyen. 
Egykoron a városközponton keresztül haladt Csemő irányába a normál nyomtávú Cegléd–Hantháza-vasútvonal, amely főként gazdasági szempontok figyelembe vételével létesült. A 20 km hosszú vonal 1909-től 1978-ig szolgálta a környék forgalmát, ma már csak nyomai láthatók.
Keskeny nyomtávú vasút volt a Cegléd – Törtel – Kőröstetétlen – Jászkarajenő – Vezseny vonal (410 vonal). 1927-1973 között szállította az utasokat.

### Közúthálózat
Cegléd legfontosabb útja a 4-es főút, amely kelet-nyugati irányban végighalad a belvároson; a vele párhuzamosan külterületen haladó M4-es autóútnak pedig a város tehermentesítésében van fontos szerepe. További fontos útvonalak még a Nagykőrösön át Kecskemétre vezető 441-es főút és a Nagykátától idáig húzódó 311-es főút.
A környező kisebb települések közül Tápiószentmártonnal a 3116-os, Törtellel a 4609-es, Csemővel a 4608-as, 46 117-es, Ceglédbercellel a 46 125-ös utak kötik össze. Állami közútnak számít még a belváros déli szélén húzódó 46 116-os út, illetve a 4-est az M4-essel, a város keleti határszélén összekapcsoló, alig több mint 1 kilométer hosszú 401-es főút.

### Helyi autóbusz-közlekedés
Autóbusz-állomás: Cegléd, Mozdony u. 6.

#### Járatok
- 522-es busz
  - Végállomások: Autóbusz-állomás, Ipari Park autóbusz-forduló
- 539-es busz
  - Végállomások: Autóbusz-állomás, Kórház, CAT lakótelep
- 557-es busz
  - Végállomás: Autóbusz-állomás (körjárat)
- 562-es busz
  - Végállomások: Autóbusz-állomás, Ugyeri szőlők
- 565-ös busz
  - Végállomások: Autóbusz-állomás, Termálfürdő

## Oktatási intézmények

### Bölcsődék

#### Bölcsődei és Védőnői Igazgatóság
- Deák téri Tagintézmény
- Dózsa György utcai Tagintézmény

### Óvodák, bölcsődék

#### Széchenyi úti Óvoda
- Széchenyi úti Óvoda
- Budai úti Tagintézmény
- Ugyeri Tagintézmény
- Deák utcai Tagintézmény

#### Lövész utcai Óvoda
- Lövész utcai Óvoda
- Szép utcai Tagintézmény
- Fűtőház utcai Tagintézmény
- Malom téri Tagintézmény

#### Pesti úti Óvoda
- Köztársaság utcai Tagintézmény

#### Magyarok Nagyasszonya Katolikus Óvoda
- Kőrösi úti Tagintézmény
- Eötvös téri Tagintézmény

#### Református Óvoda
- Báthori utcai Tagintézmény
- Posta utcai Tagintézmény

#### Magánóvoda, családi napközi
- Napsugár magánóvoda (Borona Utcai óvoda)
- Babóca családi napközi
- Csintalan Csodák Családi Napközi
- Kópé Kuckó Játszóház

### Általános iskolák
- Örkényi úti Általános Iskola
- Táncsics Mihály Általános Iskola
- Várkonyi István  Általános Iskola

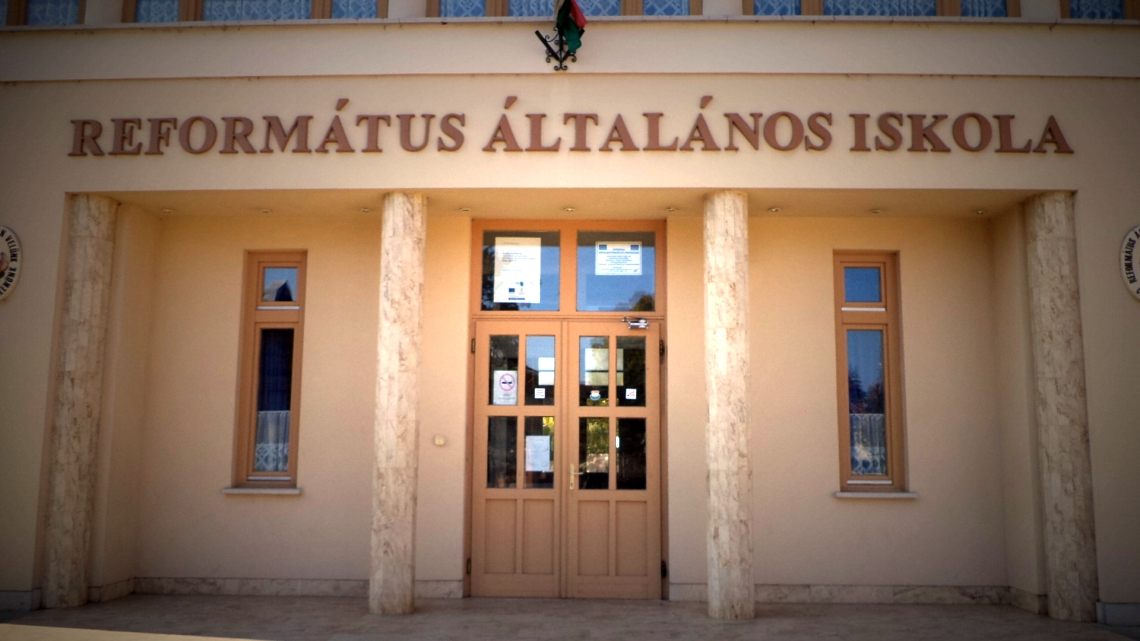
A Református Általános Iskola, a volt Földváry Károly Általános Iskola bejárata

- Szent Kereszt Katolikus Általános Iskola
- Ceglédi Református Általános Iskola
- Losontzi István Óvoda, Általános Iskola, Speciális Szakiskola, Diákotthon és Gyermekotthon

### Középiskolák

#### Gimnáziumok
- Ceglédi Kossuth Lajos Gimnázium
- Patkós Irma Művészeti Iskola, Gimnázium, Szakgimnázium és AMI

#### Szakképző intézmények

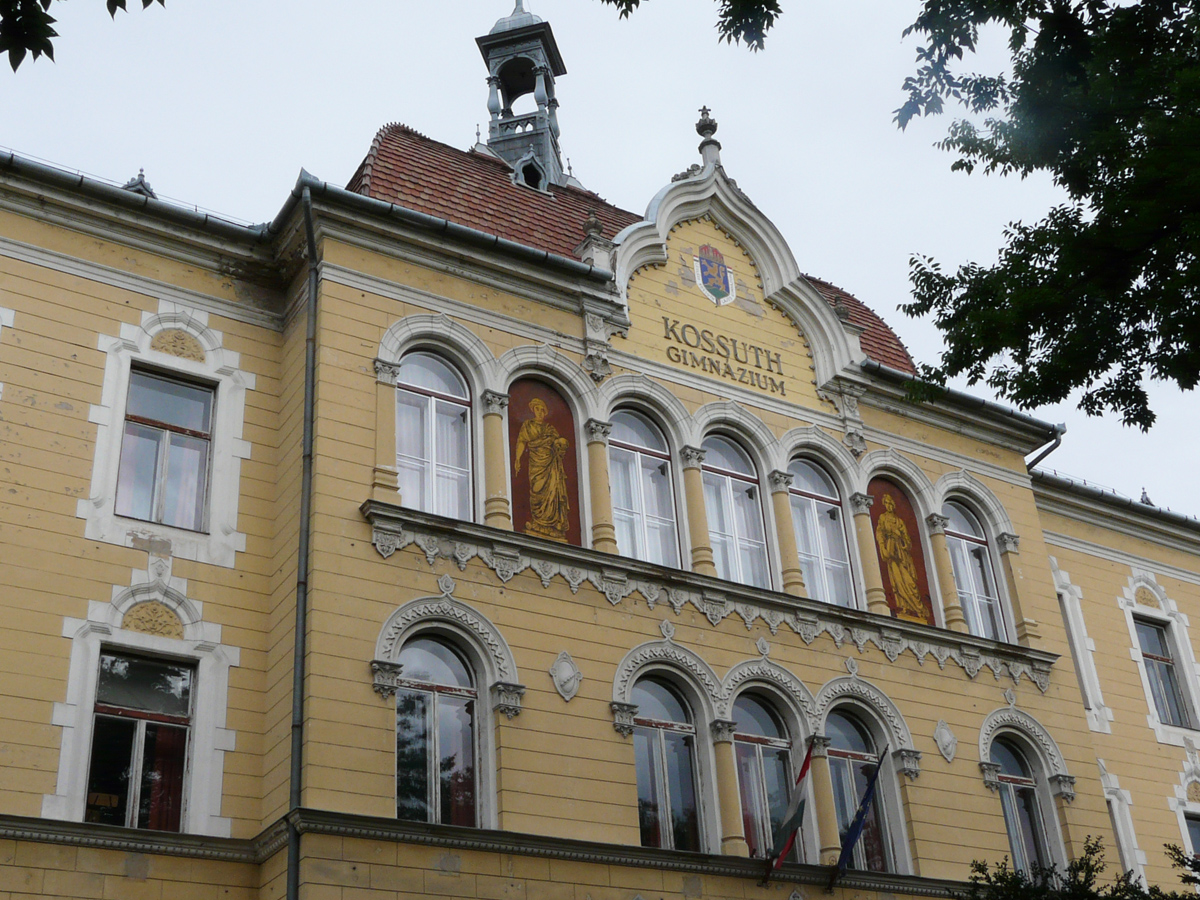
A Kossuth Gimnázium főhomlokzata

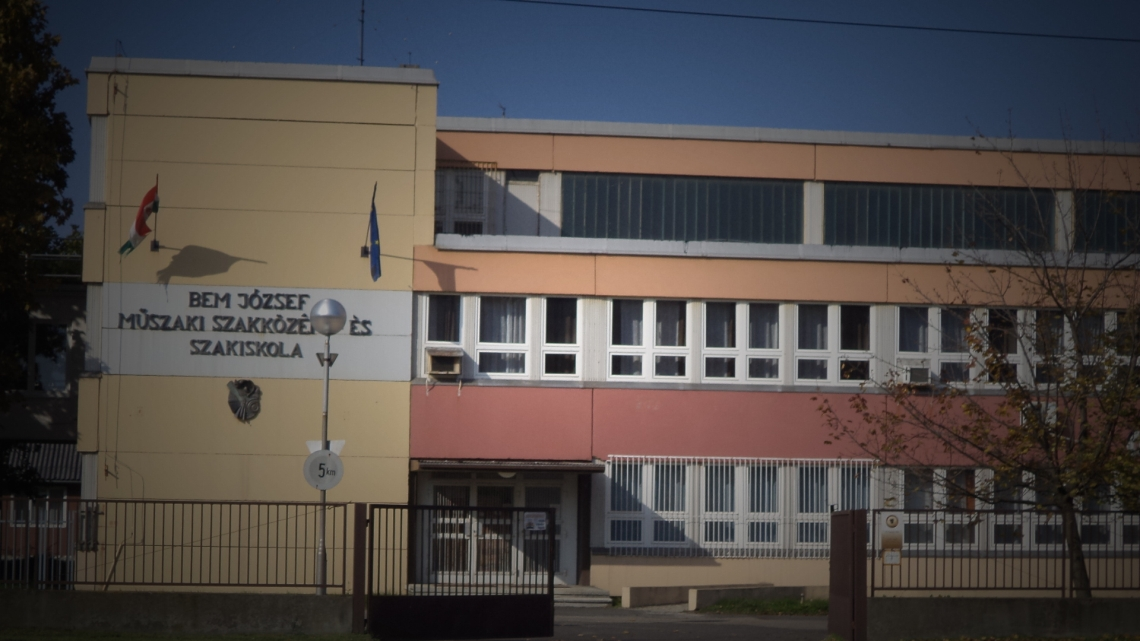
Bem József Műszaki Szakközépiskola és Ipari Szakmunkásképző

- Ceglédi SZC Közgazdasági és Informatikai Technikum
- Ceglédi SZC Bem József Műszaki Technikum és Szakképző Iskola  http://bem-cegled.hu/
- Ceglédi SZC Unghváry László Vendéglátóipari Technikum és Szakképző Iskola
- Török János Református Mezőgazdasági és Egészségügyi Technikum és Szakképző Iskola
- Gubody Ferenc Szakképző Iskola

### Zeneiskolák
- Erkel Ferenc Alapfokú Művészetoktatási Intézmény
- Illés Lajos Zeneiskola és zeneház
- Ceglédi Rocksuli

## Közművelődési intézmények, fesztiválok

### Múzeumok
- Kossuth Múzeum
- Dobmúzeum
- Sportmúzeum

### Színházak
- Kossuth Művelődési Központ és Színház
- Patkós Irma Színház
- Református Közösségi Ház Színházterme

### Könyvtárak
- Városi Felnőtt Könyvtár
- Városi Gyermek Könyvtár
- Ifjúsági Könyvtár

### Mozi
- George Pal Filmszínház (http://www.mozicegled.hu/)

### Fesztiválok
- Nemzetközi Dobos-és ütős gála
- Városalapítok napi forgatag és majális
- Szabadtéri zenés esték
- Pünkösdi nyitott pince nap
- Laska-és borfesztivál
- Kossuth napok
- Októberfeszt
- Adventi vásár
- Alföldi Street Food Fesztivál
- Ceglédfürdő Futófesztivál

## Sportlétesítmények

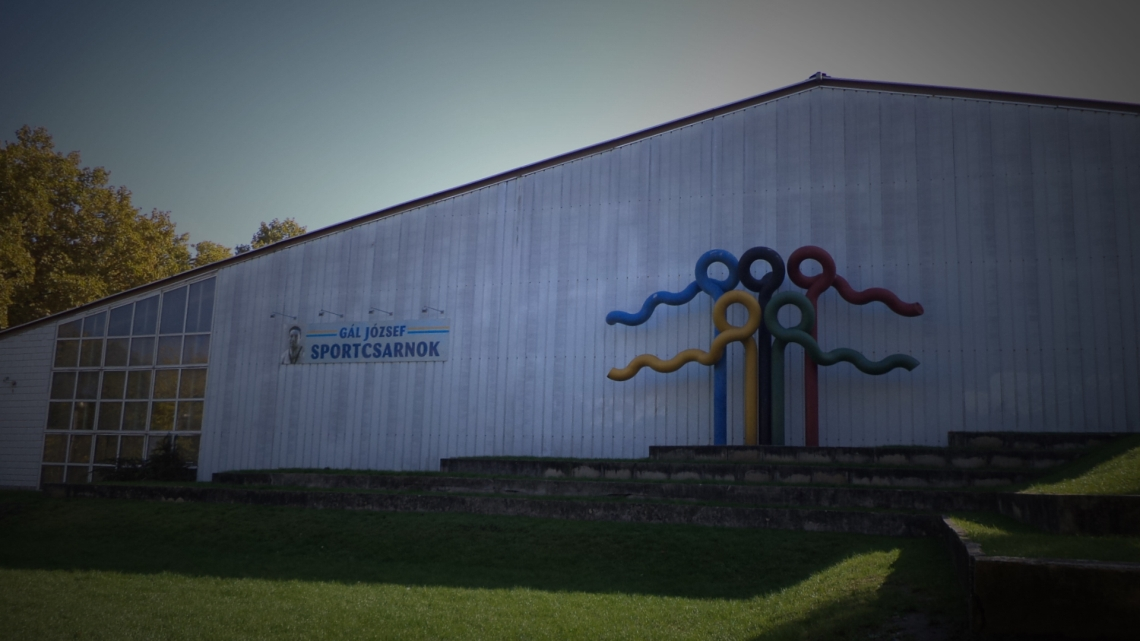
Gál József Sportcsarnok

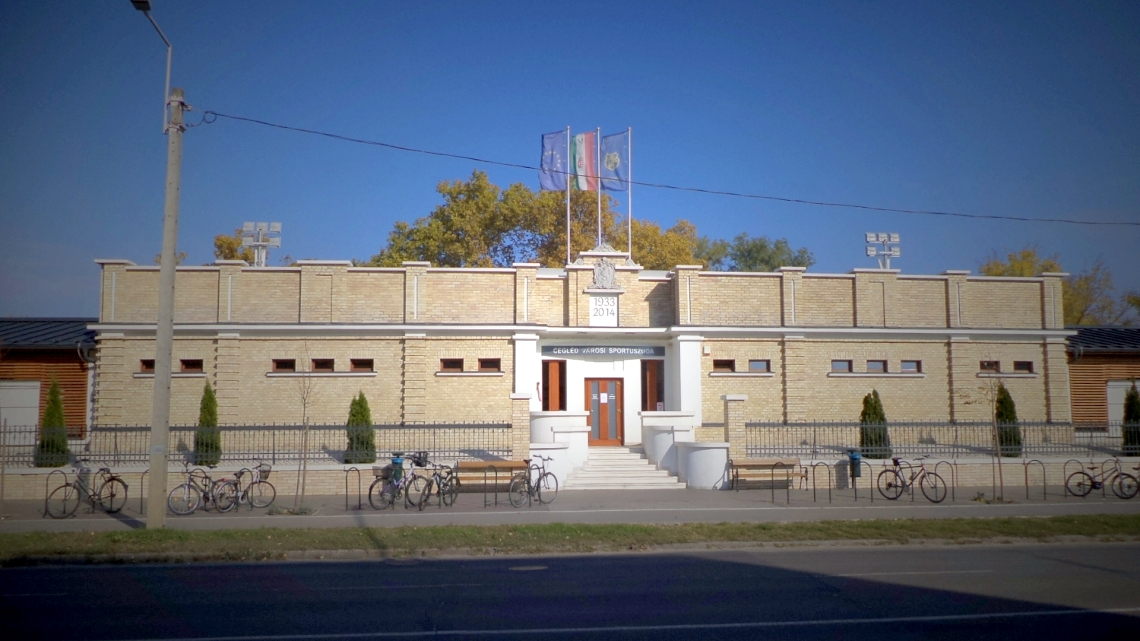
Városi sportuszoda

- Ceglédi Gyógyfürdő és Szabadidőközpont
- Ceglédi Városi Uszoda
- Gál József Sportcsarnok
- Vasutas Sportcsarnok (volt zsinagóga)
- Városi Tekepálya
- Bedei sportpálya
- GOKART pálya
- PULZUS Szabadidő Központ
- Zsengellér Gyula Sporttelep (volt Malomtó széli Sporttelep)
- Open Fitness

## Egészségügyi intézmények

### Kórházak
- Toldy Ferenc Kórház
- Toldy Ferenc Kórház Rendelőintézet
- Toldy Ferenc Kórház Bőr- és Nemibeteg Gondozó
- Toldy Ferenc Kórház Plasztikai Sebészet
- Toldy Ferenc Kórház Tüdőgondozó
- Túri Poliklinika

### Gyógyszertárak
- Schulek Gyógyszertár
- Tömörkény Gyógyszertár
- Szent Imre Gyógyszertár
- Kígyó Patika
- Pingvin Patika
- Felszegi Gyógyszertár
- Szent Anna Gyógyszertár
- Belvárosi Gyógyszertár
- Gyógyír Gyógyszertár
- Zalai Gyógyszertár

## Média

### TV
- Cegléd TV
- Club TV (megszűnt) Archiválva 2022. január 27-i dátummal a Wayback Machine-ben

### Rádió
- Mária Rádió Cegléd
- Cegléd Rádió 92,5 MHz

### Újság
- Ceglédi Kékújság (megszűnt)
- Ceglédi Hírmondó
- Ceglédi Panoráma
- Gerjemente
- Dél-Pest Megyei Szuperinfó
- Családinfó

## Egyesületek
- Ceglédi Kék Cápák Sport Egyesület
- Ceglédi Kézilabda Klub Sport Egyesület
- Ceglédi Kosárlabda Egyesület
- Ceglédi Alkotók Egyesülete
- Cegléd Bedei Polgárőr Egyesület
- Cegléd Kapuja Polgári Egyesület
- Ceglédi Nagycsaládosok Egyesülete
- Cegléd Újvárosi Polgárőr Egyesület
- Magyar Máltai Szeretetszolgálat Egyesülete
- HA7KRP Ceglédi Rádió Sport Egyesület (CRSE)
- Megoldás Egyesület
- Mozgássérült Egyesület
- Napraforgó Egyesület
- 307-es Ceglédi Horgászegyesület
- Cegléd és Térsége Látássérültjeinek Egyesülete
- Vasutas Sportegyesület
- Ceglédi Honvéd Sportegyesület
- Ceglédi Elefántkölykök Kosárlabda Klub
- Ceglédi Modellezők Egyesülete
- Sagaku Sportklub
- Cegléd Táncegyüttes Egyesület

## Testvérvárosai
Ceglédnek öt erdélyi, két német és egy magyarországi testvérvárosa van:
- Csíkszereda
- Gyergyószentmiklós
- Sepsiszentgyörgy
- Szentegyháza
- Székelyudvarhely
- Mühldorf am Inn
- Plauen
- Vasvár

## Híres emberek

### Cegléd ismert szülöttei
- Itt született Czeglédi János (Cegléd, ? – 1639) református prédikátor.
- Itt született 1772-ben Csurgay Ferenc (Horváth Ferenc) református lelkész.
- Itt született 1815-ben Csorba Lajos orvos.
- Itt született 1825. január 25-én Hubay Gusztáv színész, színigazgató.
- Itt született 1866. december 21-én Tömörkény István író.
- Itt született 1870. november 8-án Kérszigeti Dékány Mihály cukrász, a "bonbonkirály".
- Itt született 1884. december 5–én Kárpáti Aurél (író)
- Itt született 1887-ben Czakó (Czucz) Ambró Lajos ciszterci, majd református lelkész, művészettörténész
- Itt született 1891. november 8-án Radnai Béla gyorsíró, esztéta, műgyűjtő.
- Itt született 1896-ban Zsengellér József csendőrtiszt, országgyűlési képviselő
- Itt született 1902. május 10-én Nyiri István Ybl-díjas építész, a magyar avantgárd építészet kiemelkedő alkotója.
- Itt született 1905. augusztus 20-án Kunfalvi Rezső fizikatanár.
- Itt született 1908. február 1-jén Marczincsak György Pál néven George Pal, az első magyar Oscar-díjas animációsfilm-rendező, producer.
- Itt született 1915. december 27-én Zsengellér Gyula, világhírű labdarúgó.
- Itt született 1918. április 20-án Gál József, az első világbajnoki címet szerzett magyar birkózó, Cegléd díszpolgára.
- Itt született 1922. április 20-án Zámori László magyar színész.
- Itt született 1926. május 14-én Fésűs Éva Kossuth-díjas magyar írónő, meseíró.
- Itt született 1927. február 9-én Kardos Pál Liszt Ferenc-díjas karnagy, zenepedagógus.
- Itt született 1928. október 6-án Csordás György Európa-bajnok úszó.
- Itt született 1931. február 14-én Csurgai Lajos magyar vegyészmérnök, gazdasági mérnök, nehézipari miniszterhelyettes (1977–1980)
- Itt született 1931. október 22-én Ecser Károly súlyemelő, edző.
- Itt született 1935. május 23-án Zsuffa Ervin magyar mezőgazdász, környezetvédelmi és vízgazdálkodási miniszterhelyettes
- Itt született 1936. november 10-én Markovics Ferenc fotóművész, fotóriporter.
- Itt született 1942. december 4-én Dohnál Tibor Archiválva 2018. február 22-i dátummal a Wayback Machine-ben festő, szobrász.
- Itt született 1943. január 24-én Bretus Márta Liszt Ferenc-díjas, Érdemes és Kiváló művész, a Pécsi Balett alapító tagja.
- Itt született 1947. május 3. Gór Nagy Mária Thália emlékgyűrűvel és Déryné-díjjal kitüntetett színművésznő.
- Itt született 1950. szeptember 18-án Sirkó László színész, a Kecskeméti Katona József Színház örökös tagja.
- Itt született 1951. április 17. Vágh Vajk (tkp. dr Wagner István), kétszeres Alterra-díjas (2000,2005) irodalmár, jogász, rejtvényszerkesztő.
- Itt született 1954. április 3-án Gruiz Anikó színművésznő.
- Itt született 1954. április 24-én Ecsedi Erzsébet Aase-díjas magyar színművésznő, rendező.
- Itt született 1954. október 5-én Csintalan Sándor televíziós műsorvezető.
- Itt született 1955. november 17-én Gérné Mezősi Aranka magyar szobrász, festőművész, éremművész, művésztanár és kultúraszervező.[30][31]
- Itt született 1956. április 30-án Dobozi Eszter költő.
- Itt született 1958. március 1-jén Szervét Tibor színész, színházi rendező, Jászai Mari-díjas művész, jogász.
- Itt született 1960. augusztus 19-én Rátóti Zoltán Jászai Mari-díjas színművész, Magyarföld volt polgármestere, a kaposvári színház igazgatója.
- Itt született 1961. július 2-án Kocsis Judit Jászai Mari-díjas színművésznő
- Itt született 1962. március 9-én Miklósi Anna (2008-ig Sivók Irén) énekes-színész, író.
- Itt született 1967. november 2-án Keresztúri András egykori 20-szoros válogatott labdarúgó, a Dabas jelenlegi edzője.
- Itt született 1968. március 28-án Smahajcsik Péter a Magyar Máltai Szeretetszolgálat Ceglédi Csoportjának alapítója (1990. szeptember 1.) és vezetője (1990.09.01. – 1992.09.30.)
- Itt született 1972. május 6-án Sárik Péter dzsesszzongoraművész, zeneszerző
- Itt született 1974. május 1-jén Schilling Árpád Jászai Mari- és Új Színházi Valóságok-díjas rendező, a Krétakör Színház alapítója és művészeti vezetője
- Itt született 1976. július 4-én Veres Tamás költő, író
- Itt született 1977. augusztus 16-án Farkasházi Réka színésznő.
- Itt született 1978. április 30-án Dombóvári István humorista, rádiós műsorvezető, a Showder Klub és a Dumaszínház állandó fellépője.
- Itt született 1979. július 27-én Terecskei Rita a Zanzibar zenekar énekes frontembere.
- Itt született 1979. december 30-án Földi Ádám színművész
- Itt született 1980. március 11-én Ozsgyáni Mihály színművész, író
- Itt született 1980. október 15-én Ungvári Miklós többszörös Európa-bajnok, olimpiai ezüstérmes magyar cselgáncsozó.
- Itt született 1981. április 19-én Nagyidai Gergő színművész
- Itt született 1984. március 6-án Kállai Norbert, a DVTK volt labdarúgója.
- Itt született 1986. december 20-án Lőrincz Tamás olimpiai ezüstérmes, háromszoros Európa-bajnok, kétszeres világbajnoki bronzérmes kötöttfogású birkózó.
- Itt született 1987. szeptember 28-án Tűri Zoltán freestyle gördeszkás, Európa bajnoki ezüstérmes, világkupa ezüstérmes.
- Itt született 2006. szeptember 27-én Bartha Sólyom Koppány lovasíjász, ifjúsági világbajnok

### Cegléd ismert halottai
- Itt hunyt el 1883. december 14-én Földváry Károly honvédezredes, az olaszországi magyar légió parancsnoka.
- Itt hunyt el 1887. február 3-án Dobos János református lelkész.
- Itt hunyt el 1896. március 28-án Csutak Kálmán honvédezredes.
- Itt hunyt el 1965. november 20-án Dékány István filozófus, szociológus, egyetemi tanár, az MTA levelező tagja.
- Itt hunyt el 2003. február 2-án Gál József világbajnok birkózó.

### Egyéb nevezetes személyek, akik a városhoz kötődnek
- Itt is járt középiskolába Baranyi Ferenc költő.
- Itt élt gyermekkorától Tóth István, Az Évszázad Kiváló Fotóművésze.
- Itt élt Benedek Péter parasztfestő.
- Itt élt Patkós Irma színésznő.
- Itt alakult a Zanzibar együttes.